# Teloganopsis bauernfeindi
Teloganopsis bauernfeindi is een haft uit de familie Ephemerellidae. De wetenschappelijke naam van de soort is voor het eerst geldig gepubliceerd in 2000 door Thomas, Marie & Dia.
De soort komt voor in het Palearctisch gebied.